# روبرت شتريكر
روبرت شتريكر (بالألمانية: Robert Stricker)‏ (و. 1879 – 1944 م) هو صحفي، ومهندس، وسياسي نمساوي، ولد في برنو، توفي في معسكر أوشفيتز بيركينو، عن عمر يناهز 65 عاماً.

## مناصب
تولى منصب عضو المجلس الوطني للنمسا
.